# José Barbosa Canais de Figueiredo Castelo Branco
José Barbosa Canais de Figueiredo Castelo Branco (em grafia antiga,  José Barboza Canaes de Figueiredo Castello Branco) (Soure, 1804 - Lisboa, 22 de Novembro de 1857) foi um genealogista, jornalista e Historiador português.

## Biografia
Filho de José Joaquim Barbosa Canais e de sua mulher Maria Marcelina da Silva de Távora ou da Silva Falcão.
Frequentou o curso Teológico da Faculdade de Teologia da Universidade de Coimbra, que parece não ter concluído, e foi Sócio da Academia Real das Ciências de Lisboa e da Academia Real de História de Madrid e Bibliotecário-Mor da Biblioteca Nacional de Lisboa desde 1851 e até à sua morte.
Morreu vítima da febre amarela.

### Obras publicadas
Em 1828, pretendeu publicar certo opúsculo, intitulado Clamor da justiça e assinado Uma vítima do despotismo. Foi-lhe negada a licença eclesiástica, e a obra foi modificada e publicada com o título Um grito só, e sem o nome do autor. A censura resultou do exame da obra feito pelo Padre José Agostinho de Macedo.
Escreveu:
- A Maçonaria descoberta, Lisboa, 1829[1]
- Costados das famílias ilustres de Portugal, Algarves, Ilhas e Índias: obra que a el-rei fidelíssimo, o muito alto e poderoso senhor D. Miguel I, oferece o seu autor, Tomo I, Lisboa, 1829; o Tomo II saiu com o título  Árvores de costados das famílias nobres dos reinos de Portugal e Algarves, e domínios ultramarinos, que oferece ao muito alto e muito poderoso senhor D. Miguel I, etc, Lisboa, 1831, interrompendo-se, com este tomo, a obra, que devia constar de quatro[1]
- Costados de quatro avós de Aires Guedes Coutinho Garrido, fidalgo cavaleiro da Casa Real, etc, Lisboa, 1829[1]
- Costados de cinco avós de João Carlos Feu Cardoso de Castelo Branco e Tôrres, etc, Lisboa, 1829[1]
- Costados de seis avós de João de Melo e Sousa da Cunha Souto Maior, etc, Lisboa, 1830 (sem o nome do autor)[1]
- Títulos conferidos à nobreza do reino, Lisboa, 1836 (só se imprimiu uma folha)[1]
- Biografia Lusitana, ou quadro histórico da vida e acções dos varões e donas ilustres portugueses, dividida em 20 volumes; pela Sociedade do Anómalo, Tomo I, Lisboa, 1837 (saiu sem o nome do autor e apenas publicou três Biografias: D. Afonso Henriques, D. Afonso, 1.° Duque de Bragança e Diogo Cão - incompleta)[1]
- Estudos biográphicos ou notícia das pessoas retratadas nos quadros historicos pertencentes à Bibliotheca Nacional de Lisboa, Lisboa : F. A. da Silva, 1854

Ao mesmo tempo, publicava duas colecções que também se interromperam nos primeiros tomos:
- Miscelânea constando de peças inéditas, memórias, artigos de variedades instrutivas e recreativas, e de vários outros objectos, pela Sociedade do Anómalo (até à página 48)[1]
- Manual do cozinheiro e da cozinheira, contendo as receitas mais simples para ter boa mesa com economia, seguido dos melhores processos para pastelaria e copa, etc, pela Sociedade do Anómalo (até à página 44)[1]
- Notícia histórica e genealógica dos Abreus de Regalados[1]

Em 1842, imprimiu o jornal "O Católico", a que sucedeu, no ano seguinte, em 1843, o "Jornal da Sociedade Católica".
Escreveu mais:
- Estatuto da Sociedade Católica Portuguesa, Lisboa, 1843[1]
- A Sociedade Católica Portuguesa defendida dos seus inimigos, Lisboa, 1845[1]
- História genealógica da nobreza do reino (ficou incompleta)[1]
- Contestação às alegações contra o título de Penamacor, Lisboa, 1845[1]
- Inscrições romanas existentes em Portugal, com suas explicações (no Tomo I das Actas da Academia Real das Ciências)[1]
- O Mordomo do Rei, memória oferecida à Academia Real das Ciências (nas Memórias da Academia, 2.ª Série, Tomo III)[1]

Publicou, ainda, o jornal "O Escudo Cristão", em 1848 e 1849.
E escreveu: 
- Apontamentos acêrca da vila de Soure, Lisboa, 1851 (nas Memórias da Academia, 2.ª Série, Tomo III)[1]
- Carta ao sr. António Luiz de Sousa Henriques Sêco, acêrca da sua censura aos «Apontamentos da vila de Soure», Lisboa, 1851[1]
- Notícias cronológicas dos condes de Castela, Lisboa, 1854 (e nas Memórias da Academia, Tomo I)[1]
- Apontamentos sôbre as relações de Portugal com a Síria no século XII, Lisboa, 1854 (e nas Memórias da Academia, Tomo I)[1]
- Colecção de árvores de costado, caderno I, Lisboa, 1855 (não continuou)[1]
- Estudos sôbre a origem e progressos dos reinos de Navarra e Aragão até D. Sancho, o Forte, e D. Ramiro, o Monge (incompleto)[1]

etc.